# Mark Lowe
Mark Christopher Lowe (né le 7 juin 1983 à Houston, Texas, États-Unis) est un lanceur de relève droitier de la Ligue majeure de baseball.

## Carrière

### Mariners de Seattle
Mark Lowe est repêché le 7 juin 2004 par les Mariners de Seattle. Il débute en Ligue majeure le 7 juillet 2006. Il savoure une première victoire dans les majeures, la seule décision de sa première saison, le 19 juillet suivant contre les Yankees de New York. En 15 matchs et 18 manches et deux tiers lancées à sa première année, il accumule 20 retraits sur des prises et maintient une moyenne de points mérités de 1,93.

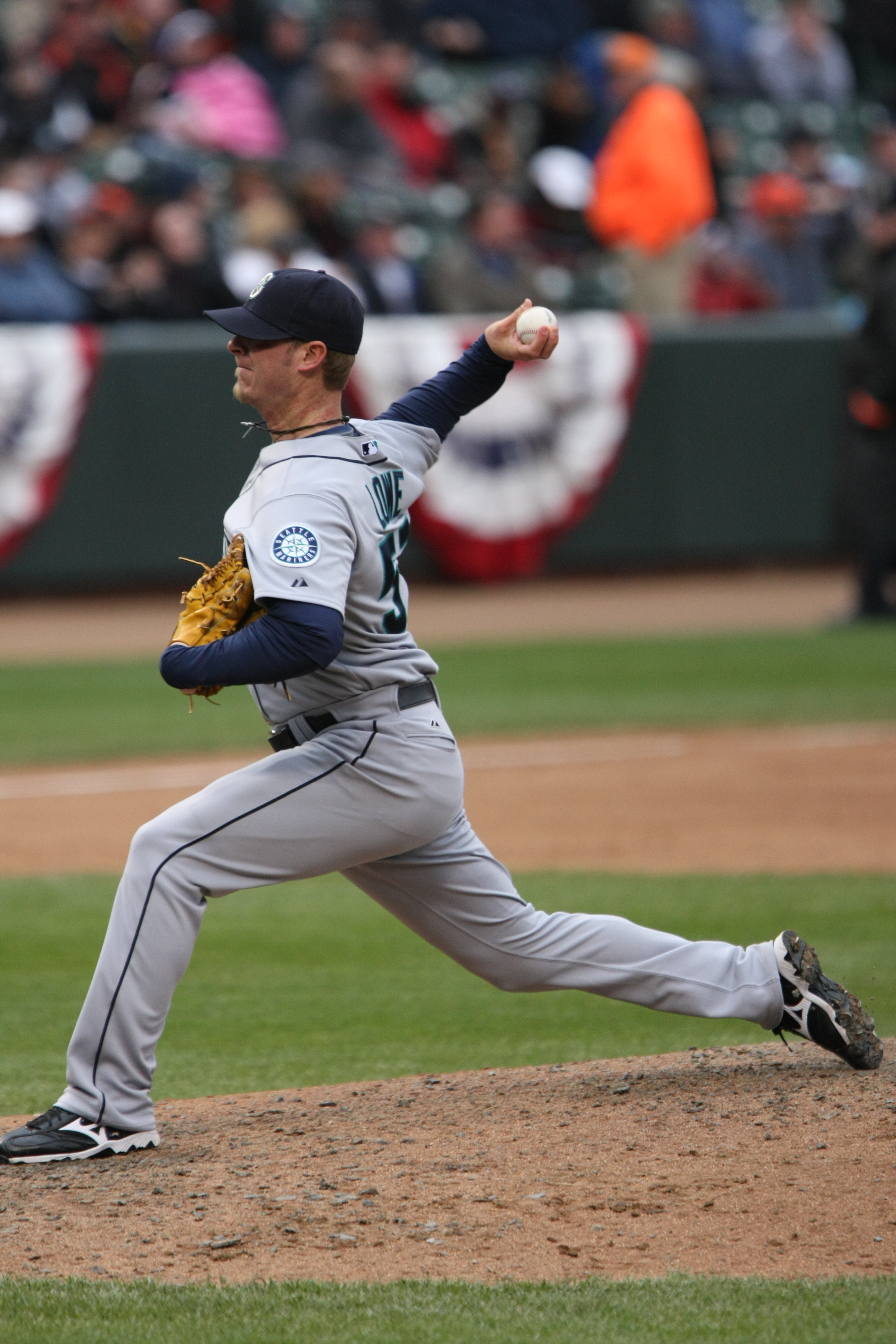
Mark Lowe en 2008 avec les Mariners de Seattle.

Il passe 2007 dans les ligues mineures et n'est rappelé que pour quatre parties des Mariners. Membre régulier de l'enclos de relève de Seattle en 2008, sa moyenne est élevée à 5,37 points mérités accordés par partie, avec une victoire, cinq défaites et un premier sauvetage, le tout en 63 manches et deux tiers lancées au cours de 57 matchs.
Il fait beaucoup mieux en 2009 alors que Seattle l'utilise dans 75 parties, un sommet dans l'équipe cette année-là. Malgré sept défaites contre deux victoires, sa moyenne se chiffre à 3,26 en 80 manches au monticule et il réalise trois sauvetages.

### Rangers du Texas
Le 9 juillet 2010, après seulement une dizaine de manches lancées pour Seattle, Mark Lowe accompagne Cliff Lee dans la transaction qui envoie le lanceur partant étoile chez les Rangers du Texas en retour de Justin Smoak, Blake Beavan, Josh Lueke et Matthew Lawson. Lowe est blessé au dos au moment de la transaction et n'apparaît que dans trois parties de saison régulière des Rangers, en toute fin de campagne. Sa moyenne se chiffre à 3,48 en seulement 10 manches et un tiers lancées en 2010 pour Seattle et Texas. Les Rangers atteignent la Série mondiale, perdue aux mains des Giants de San Francisco, ce qui donne à Lowe sa première chance de jouer en séries éliminatoires. Il accorde cependant cinq points aux Giants en finale et ne parvient à retirer que deux frappeurs. 
En 2011, Lowe présente une moyenne de points mérités de 3,80 en 45 manches lancées pour Texas. Sa courte présence en éliminatoires n'est pas encore couronnée de succès : en deux matchs de Série mondiale 2011, il donne deux points en une manche aux futurs champions, les Cardinals de Saint-Louis. 
En 2012, il lance 39 manches et un tiers et sa moyenne s'élève à 3,43 en 36 parties jouées pour Texas.

### Angels de Los Angeles
En février 2013, Lowe quitte les Rangers et accepte le contrat des ligues mineures présenté par les Dodgers de Los Angeles. Il est libéré le 24 mars, à une semaine du début de la saison. Il se retrouve chez les Angels de Los Angeles, pour qui il effectue 11 présences en relève et lance 11 manches et deux tiers en 2013. Malgré une victoire, sa moyenne de points mérités s'élève à 9,26. 

### Indians de Cleveland
En 2014, il connaît un excellent entraînement de printemps avec les Rays de Tampa Bay mais ceux-ci ne lui donnent pas de poste dans l'enclos de relève et le libèrent de son contrat le 26 mars, à quelques jours du premier match de la saison régulière. Il se retrouve chez les Indians de Cleveland mais s'aligne surtout pour leur club-école, les Clippers de Columbus. Avec Cleveland, il fait 7 apparitions en relève, encaisse une défaite et maintient une moyenne de points mérités de 3,86 en 7 manches lancées.

### Retour chez les Mariners de Seattle
Le 18 décembre 2014, Lowe signe un contrat des ligues mineures avec les Mariners de Seattle, son premier club.
Lowe n'accorde que 4 points mérités en 36 manches lancées pour Seattle en 2015, maintenant sa moyenne à 1,00. Il apparaît dans 34 matchs avant d'être transféré à Toronto à la date limite des échanges.

### Blue Jays de Toronto
Le 31 juillet 2015, les Mariners échangent Mark Lowe aux Blue Jays de Toronto contre les lanceurs gauchers Jacob Brentz, Rob Rasmussen et Nick Wells.
Il accorde 9 points, dont 8 mérités, en 19 manches lancées lors de 23 sorties pour les Blue Jays dans le dernier droit de la saison, remportant une victoire, encaissant deux défaites, et réalisant un sauvetage. Cette moyenne de points mérités de 3,79 avec Toronto hausse sa moyenne à 1,96 pour ses 55 manches lancées au total pour deux clubs en saison régulière 2015. Au premier tour éliminatoire avec les Jays, il blanchit les Rangers du Texas en une manche lancée, mais à la ronde suivant alloue deux points sur 4 coups sûrs en 3 manches et un tiers face aux Royals de Kansas City.

### Tigers de Détroit
Le 8 décembre 2015, Mark Lowe signe un contrat de 11 millions de dollars pour deux saisons avec les Tigers de Détroit. Il connaît une exécrable saison 2016 avec une moyenne de points mérités de 7,11 en 49 manches et un tiers lancées lors de 54 sorties pour les Tigers.

### White Sox de Chicago
Libéré par Détroit après la saison 2016, Lowe est mis sous contrat par les Mariners de Seattle. Confiné aux ligues mineures chez les Rainiers de Tacoma, Lowe n'a pas la chance de jouer un seul match pour les Mariners et est le 24 juillet 2017 transféré aux White Sox de Chicago.